# Dania na Letnich Igrzyskach Olimpijskich 1984
Dania na Letnich Igrzyskach Olimpijskich 1984 w Los Angeles była reprezentowana przez 63 zawodników (49 mężczyzn i 14 kobiet). Łącznie zdobyli oni sześć medali.

## Medale
| Medal  | Zawodnik                                                                      | Dyscyplina  | Konkurencja                    |
| ------ | ----------------------------------------------------------------------------- | ----------- | ------------------------------ |
| Srebro | Henning Lynge Jakobsen                                                        | Kajakarstwo | C-1 500 m                      |
| Srebro | Anne Grethe Jensen                                                            | Jeździectwo | ujeżdżenie indywidualne        |
| Srebro | Ole Riber Rasmussen                                                           | Strzelectwo | skeet                          |
| Brąz   | Henning Lynge Jakobsen                                                        | Kajakarstwo | C-1 1000 m                     |
| Brąz   | Hanne Eriksen Birgitte Hanel Charlotte Koefoed Bodil Rasmussen Jette Sørensen | Wioślarstwo | czwórka podwójna ze sternikiem |
| Brąz   | Michael Jessen Lars Nielsen Per Rasmussen Erik Christiansen                   | Wioślarstwo | czwórka bez sternika           |